# 케어랩스
케어랩스(Carelabs Co., Ltd.)는 대한민국의 병원 진료 예약 헬스케어 플랫폼 기업이다. 본사는 서울특별시 강남구 역삼로2길 16 S타워 11층에 위치해 있으며 대표이사는 신종현이다.

## 상장
2018년 3월 28일에 공모가 20,000원에 코스닥 시장에 상장하였다.

## 같이 보기
- 원익홀딩스[3]
- 메이플투자파트너스

## 참고문헌
1. ↑  케어랩스 子 바비톡, 다나카 신규 캠페인 론칭, 팜뉴스, 2023.07.04
2. ↑  '굿닥' 케어랩스, 2년만에 다시 매물로, 서울경제, 2022.11.01
3. ↑  원익홀딩스, 웃돈주며 '굿닥' 케어랩스 품은 속내는, 탑데일리, 2022-11-29